# (497) Iva
Pour les articles homonymes, voir Iva.
(497) Iva est un astéroïde de la ceinture principale découvert par Raymond Smith Dugan le 4 novembre 1902.